# Cleve Warnock
Cleve Warnock ist ein US-amerikanischer Rockabilly-Musiker, der aus Atlanta, Georgia, stammt.

## Leben
Cleve Warnock startete seine Karriere 1954 als Country-Musiker im WJAT Jamboree aus Swainsboro. Im Jahr 1955 nahm Warnock, nur von seiner Gitarre und einem E-Gitarristen begleitet, seine erste Platte My Baby Is Gone / You’re The Only One That'll Ever Do für Stars Records auf, die im selben Jahr veröffentlicht wurde. 1957 erschien bei dem Stars-Label eine weitere Single. Diese wurde von Bill Lowery vertrieben, einem der mächtigsten Männer im Publishinggeschäft. Um 1960 gründete Warnock sein eigenes Label, Mark-IV Records, und produzierte Tommy Roes erste Aufnahmen. Mit Willa Crisp spielte Warnock auch ein Duett auf Mark-IV ein. Zwischen 1961 und 1963 war er regelmäßig auf WGST aus Atlanta zu hören.

## Diskografie
| Jahr | Titel                                                 | Label #           |
| ---- | ----------------------------------------------------- | ----------------- |
| 1955 | My Baby Is Gone / You’re The Only One That’ll Ever Do | Stars 502         |
| 1957 | Boy and a Guitar / So Goes Life                       | Stars H8OW-2127/8 |
| 196? | ? / ? (mit Willa Crisp)                               | Mark-IV           |